# Kvadrant

Koordinatsystem med fyra kvadranter

Axlarna i ett koordinatsystem delar in planet i fyra åtskilda områden, kvadranter. Man brukar numrera dem moturs, med början i den övre högra kvadranten.
| Kvadrant | x-värden | y-värden |
| -------- | -------- | -------- |
| I        | > 0      | > 0      |
| II       | < 0      | > 0      |
| III      | < 0      | < 0      |
| IV       | > 0      | < 0      |